# Guatteria fruticosa
Guatteria fruticosa é uma anonácea presumivelmente extinta no estado de São Paulo, já que não há registro de que tenha sido encontrada nos últimos 50 anos, inclusive fora de seu bioma nativo, o campo.